# The Wacken Carnage
The Wacken Carnage är ett livealbum av svenska death metal bandet Bloodbath, inspelad på Wacken Open Air, Tyskland 2005. Det släpptes 2 juni 2008.

## Låtförteckning
1. "Intro" - 00:24
2. "Cancer Of The Soul" - 03:49
3. "So You Die" - 04:28
4. "Soul Evisceration" - 04:03
5. "Ways To The Grave" - 03:54
6. "Ominous Bloodvomit" - 04:36
7. "Like Fire" - 05:01
8. "Bastard Son Of God" - 03:09
9. "Breeding Death" - 05:12
10. "Outnumbering The Day" - 04:05
11. "Brave New Hell" - 04:35
12. "Furnace Funeral" - 05:19
13. "Eaten" - 04:20

## Banduppsättning
- Mikael Åkerfeldt - sång
- Anders Nyström - gitarr
- Dan Swanö - gitarr
- Jonas Renkse - bas
- Martin Axenrot - trummor

## Medverkande
- David Castillo - mixning, mastering
- Ronald Matthes - liveregissör
- Andreas Puschel - produktionsledare
- Jiri Rogl - live foto
- Eugene Straver - live foto
- Wiebke Essert - live foto
- Travis Smith - design